# Обыкновенная рыба-сабля
Обыкновенная рыба-сабля, или обыкновенный волосохвост, или са́бля-ры́ба (лат. Trichiurus lepturus) — вид лучепёрых рыб семейства волосохвостых (Trichiuridae). Объект промысла.

## Описание

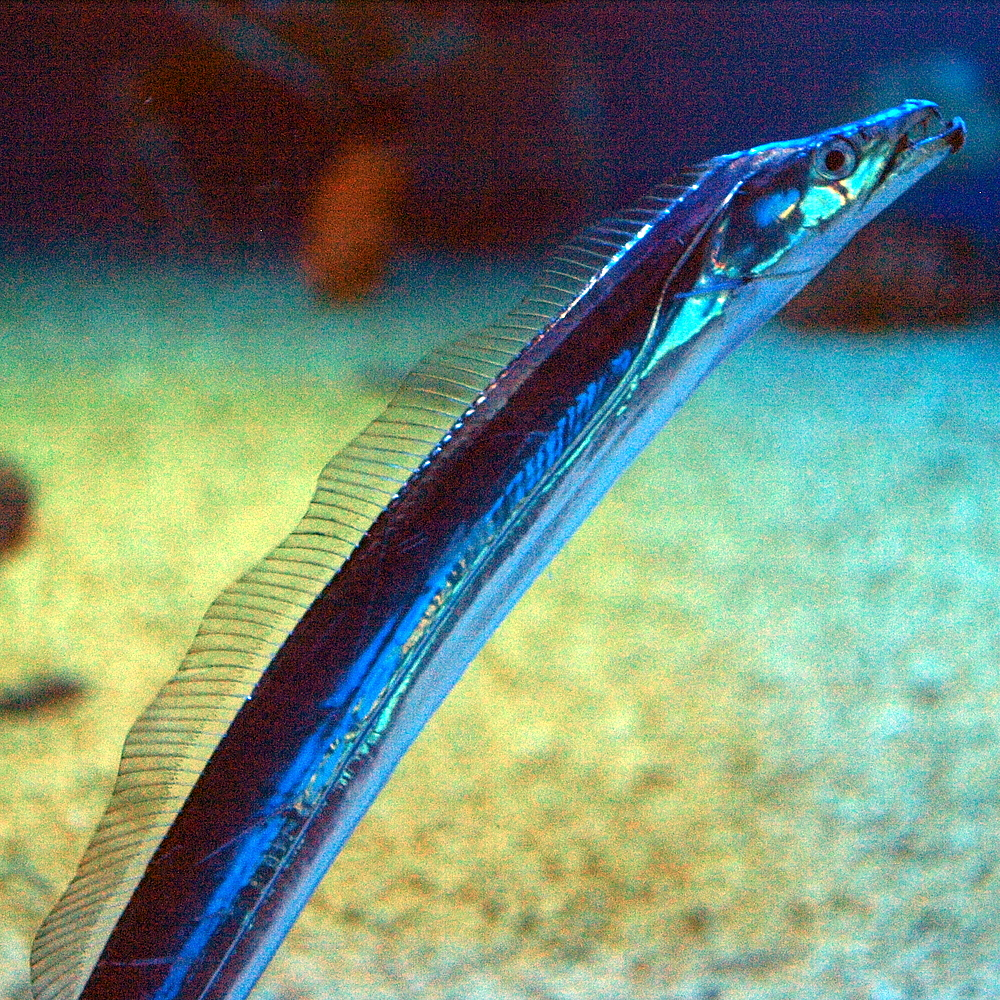

Максимальная длина тела 234 см, обычно около 1 м, масса тела достигает 5 кг. Продолжительность жизни составляет до 15 лет.
Тело вытянутое, голое, серебристое (напоминает саблю). Хвостовой плавник отсутствует. Тело заканчивается нитевидным придатком. Спинной плавник длинный, тянется от головы до хвостового стебля. Колючая часть, состоящая из трёх лучей, не отделена выемкой от мягкой части с 130—135 мягкими лучами.

## Распространение
Обитает в тропических и субтропических морях всех океанов. В России заходит в воды Южного Приморья. Придонно-пелагическая рыба, часто встречается у берегов. Ночью поднимается к поверхности.

## Питание
Молодь и неполовозрелые особи питаются эвфаузидами, пелагическими ракообразными и мелкой рыбой. Взрослые особи переходят на питание преимущественно рыбой.

## Размножение
Икра и личинки пелагические.

## Хозяйственное значение

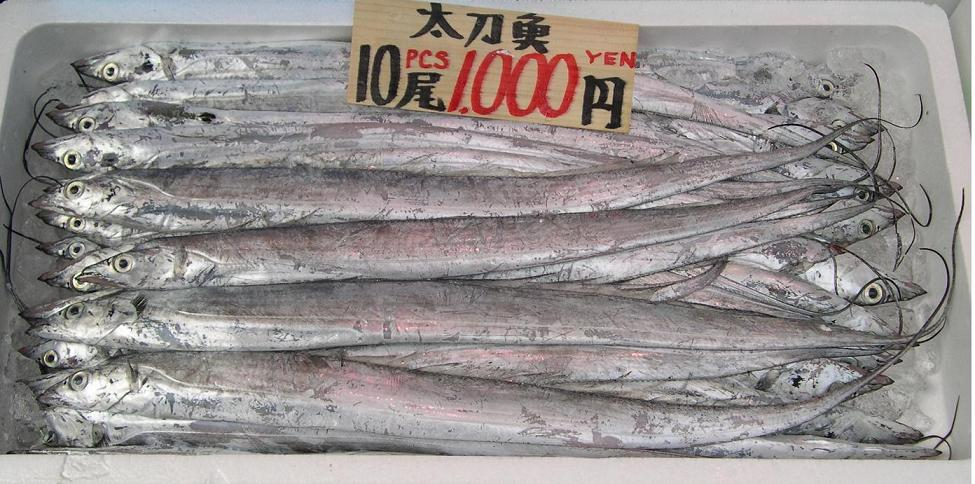
Сабля-рыба на рыбном рынке в Токио

Ценная промысловая рыба.
| Год                   | 2005 | 2006 | 2007 | 2008 | 2009 | 2010 | 2011 | 2012 | 2013 | 2014 | 2015 | 2016 |
| Мировые уловы, тыс. т | 1261 | 1371 | 1331 | 1360 | 1346 | 1341 | 1258 | 1235 | 1233 | 1261 | 1270 | 1280 |